# Емануель Морі
Емануель Морі (англ. Emanuel Mori, нар. 25 грудня 1948) — президент Мікронезії з 11 травня 2007 по 11 травня 2015 року.

## Юність
Морі народився на острові Фефан. Відвідував і закінчив середню школу Ксав'є. Після її закінчення в 1969 році Морі вступив до Гуамського університету. У 1973 році закінчив навчання зі ступенем бакалавра в галузі управління бізнесом.
Після завершення університетської освіти, Морі пройшов стажування у Citicorp Credit-Guam. У 1974 році він став помічником менеджера в філії Citicorp у Сайпані. У 1976 році Морі обійняв посаду помічника адміністратора відділу соціального захисту Підопічної території. У 1979 році став офіцером відділу доходів та податків штату Чуук. У 1981—1983 роках працює контролером у банку FSM Development Bank, потім стає президентом та генеральним директором банку (до 1997 року). Врешті Емануель Морі стає віце-президентом Банку Федеральних Штатів Мікронезії з 1997 року до обрання у Конгрес у 1999 році.

## Політична кар'єра
Морі обрали до Конгресу Федеральних Штатів Мікронезії на спеціальному виборах, що відбулися 1 липня 1999 року. Згодом він був переобраний в 2001, 2003, 2005 і 2007 роках. 11 травня 2007 року Емануель Морі обраний президентом Мікронезії, перемігши чинного президента, Джозефа Урусемала.

## Генеалогія
Згідно генеалогічних даних Емануель Морі є правнуком Кобена Морі. Уродженець японського острова Сікоку, син самурая Кобен Морі був одним з перших японців, що поселились у Мікронезії. Він одружився з дочкою місцевого вождя, з якою у нього було шість синів і п'ять дочок. Старший син Кобена Морі Таро є дідом по батьківській лінії Емануеля Морі.
Під час свого перебування на посаді президента, у 2008 році Морі здійснив офіційний візит на свою прабатьківщину у префектурі Коті. Він вшанував пім'ять засновника роду Морі — Морі Кацунобу.

## Сім'я
В Емануеля Морі є чотири дочки від покійної першої дружини Еліни Екік. Він одружився вдруге на Еммі Нельсон.